# Andrzej Raczkowski
Andrzej Raczkowski – polski dyplomata, konsul generalny RP w Grodnie (od 2021).

## Życiorys
Andrzej Raczkowski pracował w Konsulacie Generalnym RP w Charkowie oraz w Łucku. W 2016 rozpoczął pracę w Konsulacie Generalnym RP w Grodnie, gdzie kierował wydziałem do spraw polonijnych. Przyczynił się do uwolnienia z białoruskiego aresztu liderek Związku Polaków na Białorusi: Ireny Biernackiej i Marii Tiszkowskiej. 23 lipca 2021 został konsulem generalnym w Grodnie.

## Nagrody
- Nagroda im. dr Andrzeja Kremera – „Konsul Roku” (2021, wręczona w 2023)[6]